# Torre Sant’Antonio

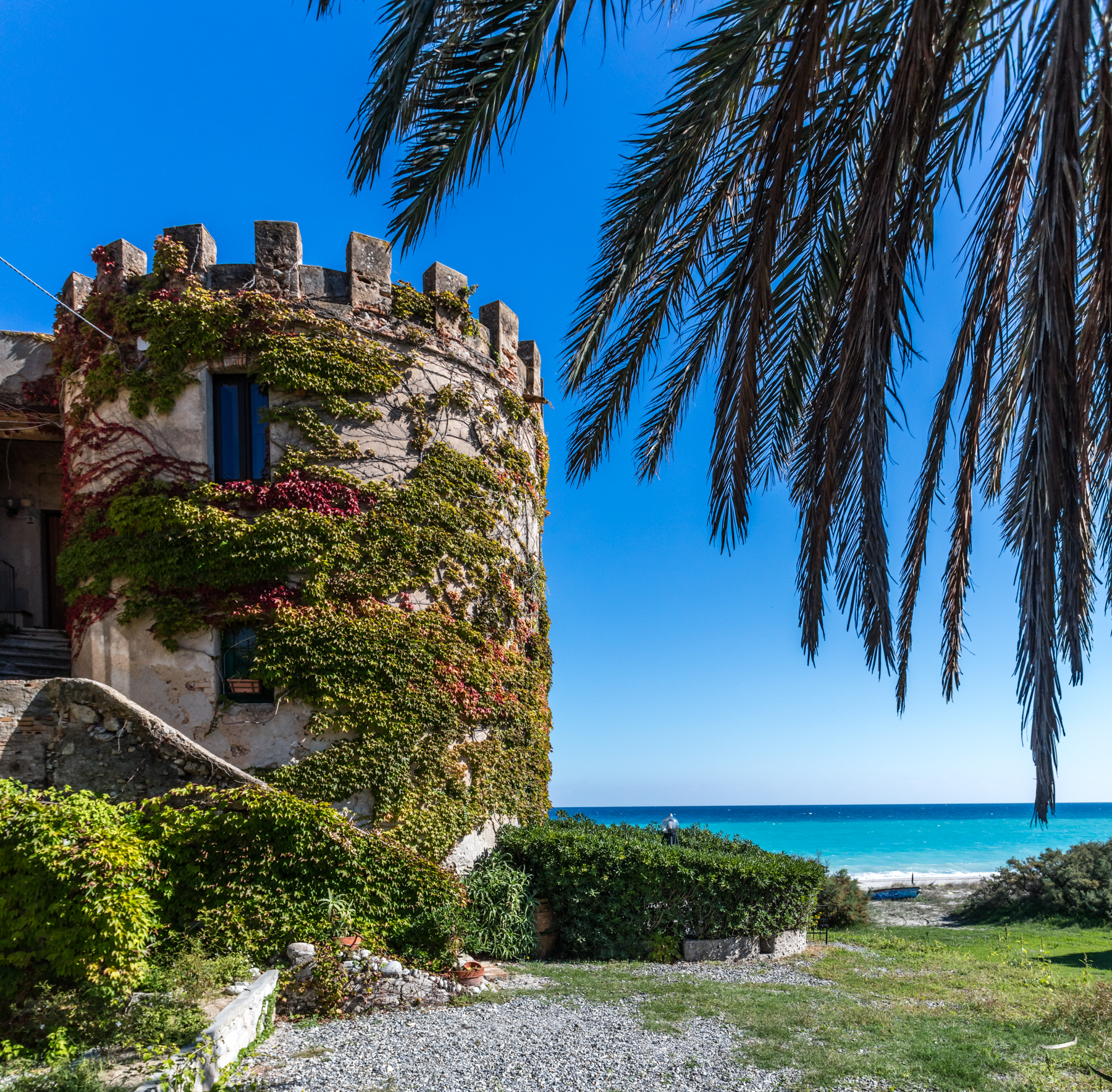
Torre Sant’Antonio bei Santa Caterina dello Ionio

Der Torre di Sant’Antonio ist ein Aussichtsturm aus dem 13. Jahrhundert in der Nähe von Santa Caterina dello Ionio in der italienischen Region Kalabrien. Er wurde auch „Torre Cavallara“ genannt, weil er mit zwei Wächtern besetzt war (die beide „Cavallaro“ hießen; daher der weit verbreitete Familienname), die wiederum zu Pferde an der Küste patrouillierten. Der Turm wurde genutzt, um nach den Flotten von Piraten Ausschau zu halten (vom Balkan, aus Griechenland oder aus Anatolien), die über das Meer kamen. Gefahrensignale wurden mit Rauch oder Flammen (nachts) verbreitet; das Feuer wurde oben auf dem Turm entzündet. Wenn die Datierung richtig ist, war der Turm der erste (oder einer der ersten) an der ionischen Küste, noch vor den gleichartigen Türmen der Angiovinen oder Durazzer aus dem Beginn des 14. Jahrhunderts.

## Geschichte

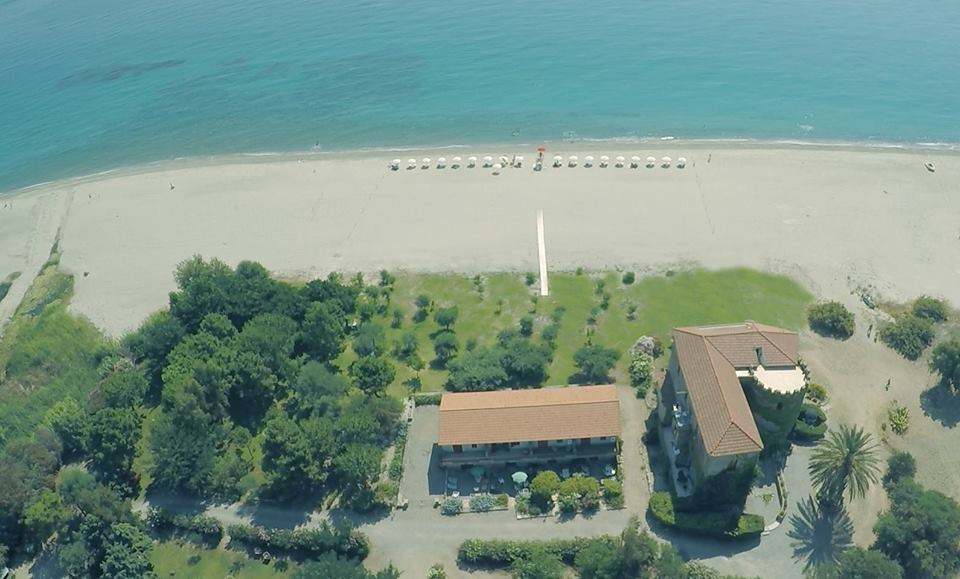
Luftbild des Torre Sant’Antonio

Vittorio Faglia listet die Wärter auf, die über den Turm gewacht haben, beginnend mit Tropiano Francesco im Jahre 1576, Contestabile Francesco 1599; 1613 erscheint er in der Urkunde von Mario Cartaro; 1700 hieß der Turmwärter Sebastiano Burgese. Nach dem Erdbeben von 1638 erscheint der Torre Sant’Antonio auf der Liste von Blanch, der ihn prüfte und meldete, dass er „(...) von den Türken vor dem Erdbeben zerstört und 300 Dukaten benötigt worden seien (...)“. 1777 wurde er von den Invaliden (Personen, die nicht als Turmwärter qualifiziert waren) bewacht und benötigte Unterkünfte, 1778 wurde er von Abt De Saint-Non besucht, den sie an „Flöhe“ erinnerten, und 1810 wurde er im Zollwesen verwendet. Im Buch La frontiera di pietra von Cataldo Vincenzo steht geschrieben:

“… Nel territorio di S. Caterina era posizionata la torre S. Antonio. Nel 1576 la funzione di caporale e di cavallaro era esercitata da Francesco Tropiano (Giuseppe Failla il compagno), nello stesso anno l’assistente veniva surrogato con Filippo Puccio. Nel 1577 gli incarichi furono riconfermati. Capitano nel 1558 era Giovan Francesco Contestabile col soldato Minico Sergi; nel 1598 ritroviamo ancora il caporale Contestabile col soldato Minico Sergi; nel 1616 Sebastiano Borgese e Domenico Ragheli; nel 1707 Giovan Pietro Tuccio e Andrea Mantegna. Sempre nel 1707 avveniva la sostituzione del compagno con Domenico Cerami. Nel ‘Quadro’ la torre appariva diruta, sebbene sorvegliata da due torrieri…” 

(dt.: (...) auf dem Gebiet von Santa Caterina lag der Torre Sant’Antonio. 1576 wurde die Funktion des Unteroffiziers und des Cavallaro von Francesco Tropiano (mit Giuseppe Failla als Unterstützung) ausgeübt, im selben Jahr wurde der Assistent durch Filippo Puccio ersetzt. 1577 wurden die Positionen bestätigt. Kapitän im Jahre 1558 war Giovan Francesco Contestabile mit dem Soldaten Minico Sergi; 1598 finden wir erneut Unteroffizier Contestabile mit dem Soldaten Minico Sergi; 1616 waren es Sebastiano Borgese und Domenico Raghelli; 1707 Giovan Pietro Tuccio und Andrea Mantegna. Ebenfalls 1707 wurde der Kompagnon durch Domenico Cerami ersetzt. Im „Quadro“ erschien der Turm in Ruinen, wenn auch von zwei Turmwächtern bewacht (...)).

[Aus dem Buch Viaggio Pittoresco des Abtes Jean-Claude Richard de Saint-Non, einem Reisenden der Grand Tour, der 1778 mit einem Gefolge aus Schnitzern, Malern und Architekten das Königreich beider Sizilien einschließlich Kalabrien auf der Suche und angezogen von den Schätzen der „Magna Grecia“, wie Kroton, Sybaris, Locri Epizefiri und Kaulon, besuchte, um malerische Ansichten zu verewigen, von denen er 35 von Kalabrien hinterlassen sollte, alle handgemalt.]

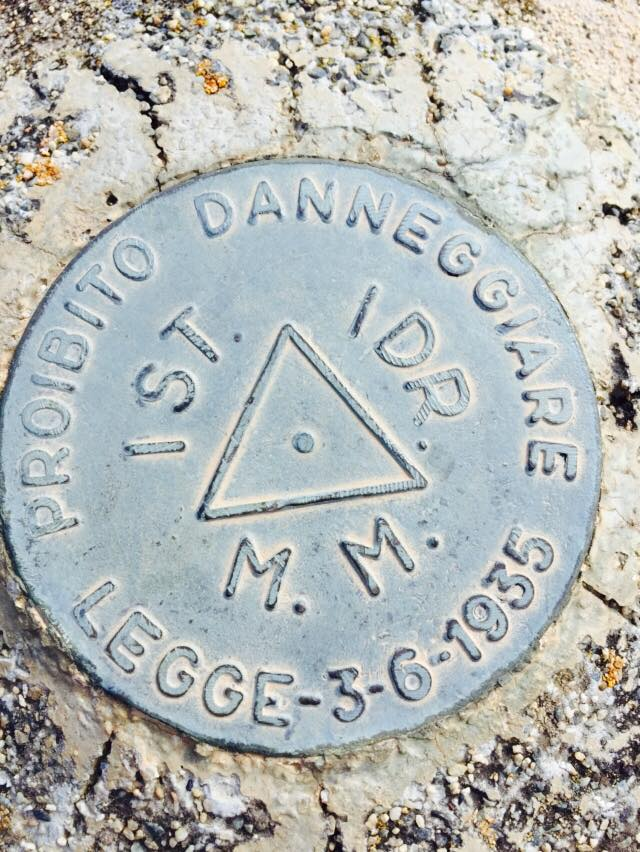
Echtheitssiegel

Der Abt De Saint-Non besuchte den Torre Sant’Antonio, als er diesen Küstenabschnitt bereiste, der von Scyllatium bis nach Locri in der „Calabria Ultra“ reichte und beschrieb ihn mit den folgenden Worten:

“…La contrada che percorremmo era piantata ad oliveti, a ficheti e a gelseti mori da cui si raccoglievano le foglie per i bachi da seta, che essi ricevevano al momento della monta; ne ho visti molti impianti presso i contadini: essi li tengono nei loro granai su graticci di canne, tappezzati di felce, e buttano con la cattiva foglia tutti quelli che non sono vigorosi, o che ritardano sugli altri al cambiamento di pelle. Il vantaggio e la dolcezza del clima non obbligando a raccogliere le foglie con precauzione, e a darle, come in Francia, spesso appassite e umide, rendono i bachi molto più forti e ben più facili da curare...”

(dt.: (...) der Bezirk, durch den wir gereist sind, war mit Oliven-, Feigen- und Maulbeerhainen bepflanzt, von denen die Blätter für die Seidenraupen gesammelt werden, die sie bei der Bergung erhalten haben; ich habe viele Pflanzen bei den Bauern gesehen: Sie halten sie ihn ihren Scheunen auf Schilfgittern, die mit Farn bewachsen sind und werfen alle, die nicht kräftig sind oder beim Häuten hinter den anderen zurückbleiben, mit den schlechten Blättern weg. Ein Vorteil ist das milde Klima, das nicht dazu zwingt, die Blätter sorgfältig zu pflücken und sie ihnen, wie in Frankreich, oft welk und feucht zu geben, sie machen die Raupen viel stärker und leichter zu halten (...)

De Saint-Non fährt fort, wobei er den Torre Sant’Antonio erwähnt:

“… Arrivammo col sole calante, dopo una giornata più fatigante che lunga, alla Torre San Antonio, dove non trovammo che una vecchia torre, e una piccola cappella edificata accanto. La torre era talmente occupata dalle pulci che s’erano impossessate prima di noi, che furono le più forti, e ci obbligarono a trincerarci nella cappella, dove fummo felicissimi di trovare asilo. Vi accendemmo del fuoco per far cuocere il pesce che avevamo acquistato da alcuni pescatori che lo prendevano al nostro arrivo, e fatta la nostra cena, non avendo altro letto che i nostri mantelli, ci arrangiammo del nostro meglio sui gradini dell’altare per passarvi la notte. L’indomani, viaggiammo sognando lungo il bordo del mare…”

(dt.: (...) Wir kamen mit der untergehenden Sonne, nach einem Tag, der eher ermüdend als lang war, am Torre Sant’Antonio an, wo wir nur einen alten Turm fanden und eine kleine Kapelle, die in der Nähe errichtet worden war. Der Turm war so von Flöhen belagert, die sich vor uns in seinen Besitz gebracht hatten und die die stärksten waren und uns zwangen, in der Kapelle Zuflucht zu suchen, wo wir froh waren, Asyl zu finden. Wir machten ein Feuer, um den Fisch zu kochen, den wir von einigen Fischern gekauft hatten, die ihn bei unserer Ankunft gefangen hatten, und nahmen so unser Abendessen ein, wobei wir keine anderen Betten hatten als unsere Mäntel, die wir, so gut es ging, auf den Stufen des Altars legten und die Nacht dort verbrachten. Anderntags reisten wir träumend am Saume des Meeres entlang (...)

Der Torre Sant’Antonio wurde im 19. Jahrhundert zum Zentrum einer Küstensiedlung mit Schiffsanleger. Die Siedlung befand sich im Inneren einer Festung und bestand aus dem Torre Sant’Antonio, dem Kirchlein von Porto Salvo und einer Reihe von Fischerhäusern, von denen einige noch heute erhalten sind. Die Bilder dieser Festung sieht man im Codice Romano-Carratelli. Die Siedlung lebte hauptsächlich vom Fischfang, der Landwirtschaft und dem Wasserhandel, wie man in der Dokumentation des Catasto onciario (dt.: Vorläufer des Grundbuches) des Torre Sant’Antonio nachlesen kann. Ende des 19. Jahrhunderts kaufte sie die Familie Badolato beim Ausverkauf des bourbonischen Staatseigentums durch das neue Königreich Italien. Heute gehört der Komplex, der aus dem alten Aussichtsturm und dem Pferdestall, zuzüglich den beiden Bauten aus den ersten Jahren des 20. Jahrhunderts, besteht, den Erben von Francesco, Isabella und Elio Badolato.
Der Turm befindet sich privater Hand.

## Beschreibung

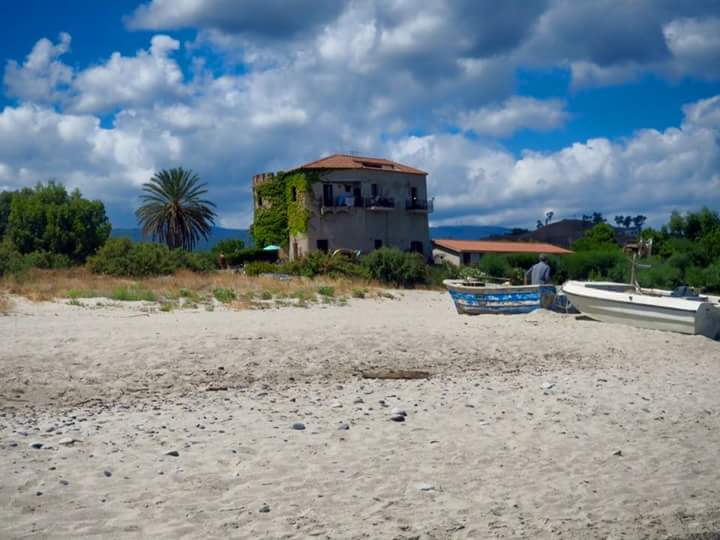
Blick auf den Turm vom Meer aus

Der Turm ist zylindrisch und hat einen Durchmesser von sieben Metern und eine Höhe von zwölf Metern; er wurde über die Zeit Umbaumaßnahmen unterzogen und, wie Vittorio Faglia sagt, „naiven Manipulationen“, aber es wurden gleichermaßen seine baulichen Eigenheiten respektiert, darunter die kleinen Zinnen, die Öffnungen, die Außentreppe und die Farbe seines Putzes. Der Turm unterliegt denkmalschützerischen und landschaftlichen Auflagen, sodass in einem weitn Umkreis um ihn nicht gebaut werden darf. Der Turm in privater Hand dient als Erholungsort in einem stark touristisch geprägten Gebiet.
Der Turm liegt in der Nähe des Meeres; neben dem Rundturm liegt der Stall für die Pferde, die von den Wächtern genutzt wurden, um dem Dorf auf dem Hügel die Ankunft von Piraten anzukündigen. An den ursprünglichen Komplex wurden zwei weitere Gebäude angefügt. Der Turm befindet sich in Sichtweite zweier weiterer Türme, die allerdings zerstört wurden, dem Torre Manno im Norden und dem Torre di Castillace im Süden, deren Existenz man nur auf der Karte des militärgeographischen Institutes verzeichnet ist.